# Jesús María (Telchac Pueblo)
Jesús María es una localidad del municipio de Telchac Pueblo en el estado de Yucatán, México.

## Demografía
Según el censo de 2005 realizado por el INEGI, la población de la localidad era de 0 habitantes.
| 7                           | 26 | 7 | 29 | 7 | 11 | 13 | 11 | 11 | 0 | ? | ? | 0 |
| (Fuente: INEGI [Consultar]) |    |   |    |   |    |    |    |    |   |   |   |   |